# Kanstancin Szebieka
Kanstancin Kanstancinawicz Szebieka (białorus. Канстанцін Канстанцінавіч Шэбека, ros. Константин Константинович Шебеко, Konstantin Konstantinowicz Szebieko) (ur. 1960) – białoruski naukowiec i wykładowca, od 2006 rektor Poleskiego Uniwersytetu Państwowego, doktor nauk ekonomicznych.
W 1982 ukończył studia na Państwowej Akademii Rolniczej Białoruskiej SRR w Mińsku, po czym pracował jako ekonomista w kołchozie "Komintern" w rejonie orszańskim oraz jako główny ekonomista ds. organizacji pracy i wynagrodzeń oddziału planowo-finansowego zarządu gospodarstwa wiejskiego Rejonowego Komitetu Wykonawczego w Leźnie.
Od 1984 do 1987 kształcił się na studiach aspiranckich w Akademii, po czym pracował w niej jako asystent, starszy wykładowca, docent oraz dziekan Wydziału Ekonomii.
Od czerwca 2006 stoi na czele Poleskiego Uniwersytetu Państwowego jako jego rektor.